# Roland Mouret
Roland Mouret, né le 27 août 1961 à Lourdes, est un styliste puis couturier français, exerçant à Londres, défilant à Paris lors de la semaine de la haute couture en 2007.
 

## Biographie
Originaire de Pierrefitte-Nestalas où son père était boucher, il fait ses études à Toulouse, mais quitte sa région vers dix-sept ans pour Paris où il suit une formation dans une école de mode, le Studio Berçot, où il reste trois mois.
Il est remarqué par Jean Paul Gaultier auprès de qui il commence sa carrière de mannequin, ainsi que chez Yohji Yamamoto, Azzedine Alaïa. À la suite de quoi il est également styliste pour la presse puis directeur artistique pour un chausseur.
Il lance sa propre marque, Roland Mouret Design. À l'aube des années 2000, sa première collection sous son nom propre est présentée à la London Fashion Week à Londres où il s'était installé définitivement en 1991. En 2005, il crée la robe Galaxy qui devient un « classique de la mode » et sera de nombreuses fois portée par des personnalités puis copiée,. Cette robe galbée en Powerflex, à la coupe soignée, rappelant les stars du cinéma hollywoodien des années 1940, reçoit le titre de « robe de la décennie ». Il abandonne Roland Mouret Design en 2005 et fonde le label de prêt-à-porter 19RM puis RM by Roland Mouret. Finalement, changeant d'optique, sa première collection 19RM est présentée lors de la semaine parisienne de la haute couture en 2007. 
En avril 2013, il est commissaire de l'exposition sur le photographe Norman Parkinson.
Depuis 2011, Roland Mouret est directeur de la création chez Robert Clergerie.